# Margarete Junge
Margarete Junge, née le 14 avril 1874 à Luban et morte le 19 avril 1966 à Dresde, est une designeuse et artiste textile allemande. Elle crée notamment des meubles, des objets d'arts décoratifs et des tissages. Margarette Junge travaille durant une vingtaine d'années pour les Werkstätten à Dresde, pour lesquels elle crée du mobilier accessible au plus grand nombre. Elle est la première femme à obtenir une chaire à l' École des Arts et Métiers de Dresde (de), devenue par la suite l'Académie des Beaux-Arts.

## Biographie

### Jeunesse et formation
Margarete Junge suit des cours privés de peinture à un jeune âge, probablement auprès de Wilhelm Claudius et fréquente l'école de dessin de l'Association professionnelle des femmes de Dresde pendant deux ans. Vers 1894, elle fréquente pendant deux ans l' Académie féminine de l'Association des femmes artistes de Munich.

### Les Werkstätte
En 1898, elle revient à Dresde où elle remporte le deuxième prix d'un concours organisé par les Deutsche Werkstätten Hellerau de Karl Schmidt-Hellerau (de) en 1900.
A partir de ce moment et jusqu'en 1920, elle travaille pour les Ateliers d'artisanat de Dresde et pour les Werkstätten für deutschen Hausrat (de). Les Werkstätten apparaissent à Dresde vers 1900 et, contrairement à d'autres ateliers ou communautés d'artistes plus élitistes, se consacrent à la production de meubles simples et bon marché pour un large groupe de clients. Elles s'inscrivent dans la tradition de l'artisanat en réaction à la révolution industrielle . Les Werkstätten rencontrent un grand succès et participent à de nombreuses expositions. Margarete Junge, en collaboration avec Gertrud Kleinhempel, conçoit presque toute la production des Werkstätten für deutschen Hausrat de Theophil Müller: salons, salles à manger, salles d'étude, chambres à coucher ainsi que l'ameublement complet des appartements. Ce travail lui attire une reconnaissance internationale. Le travail des deux femmes est remarqué par l'architecte belge Henry van de Velde qui écrit dans la revue « Innendekoration » en 1902 qu’elles « méritent la plus grande attention parmi le personnel artistique des ateliers d’artisanat de Dresde ». En 1903, il les charge de concevoir l'intérieur des chambres des patients du prestigieux sanatorium de Trebschen (Trzebiechów).
En 1902, Margarete Junge participe à de nombreuses expositions comme l'Exposition internationale des arts décoratifs de Turin en 1902, à l'Exposition universelle de Saint-Louis aux États-Unis en 1904 et à Dresde à la Troisième exposition allemande des arts décoratifs (de) en 1906 et à la Grande Exposition d'art en 1908.
En 1905, Margarete Junge crée des tissages artisanaux pour l'entreprise d'impression textile Deutsche Werkstätten Textil (De-We-Tex).

### Enseignement
En 1907, elle est la première femme à être employée comme enseignante à l'École des Arts et Métiers de Dresde, elle y est par après la première femme à obtenir une chaire (Professur). Elle enseigne la conception et exécution d’artisanat et de vêtements artistiques féminins ainsi que la conception d’arts et d’artisanat architecturaux. Parmi ses élèves figurent Margarete Wendt et Margarete Kühn, qui fondent plus tard l'entreprise Wendt & Kühn, qui existe encore aujourd'hui à Grünhainichen, et dont Margarete Junge a conçu le logo.
En 1915, elle devient professeur à l'École royale saxonne des Arts et métiers (de) de Dresde pour « le dessin de modèles, la conception d'objets artisanaux et de vêtements féminins artistiques et la conception d'arts et métiers architecturaux ».
Elle est aussi une des premières femmes à adhérer au Deutscher Werkbund créé en 1907
Outre des meubles, des bijoux et des vêtements, son répertoire artistique comprend également des lampes, des tissus, des tapis, des meubles de jardin et des jouets. Ses œuvres sont caractérisées par des formes  sobres, une ornementation économique et une approche fonctionnaliste.

### Nazisme et fin de carrière
L’École des Arts et Métiers, Margarete Junge plaide pour l’égalité de traitement entre étudiants et étudiantes et lutte contre l’antisémitisme. Après l'arrivée au pouvoir des nationaux-socialistes, elle perd son poste de professeure en 1934, sous prétexte de mesures d'austérité, comme le recteur de l’École des Arts et Métiers, Karl Groß. À partir de ce moment-là, elle vit une vie retirée dans la banlieue de Dresde, à Hellerau. Elle peint de la porcelaine blanche dans les années 1930 et 1940 pour le compte de la société Villeroy & Boch.
Margarete Junge décède à Dresde le 19 avril 1966. Elle est inhumée dans le vieux cimetière de Klotzsche. Le peintre Fritz Tröger (de), un de ses anciens élèves, prononce l'éloge funèbre. Une plaque commémorative est apposée en 2018, à l'occasion du 52e anniversaire de sa mort par la Margarete Junge Gesellschaft e.V. et les Deutsche Werkstätten à Hellerau,.
Le nom de Margarete Junge est proposé pour le nom d'une rue de Dresde.
Les œuvres de Margarete Junge se trouvent entre autres au Kunstgewerbemuseum de Dresde.

## Expositions (sélection)
- 1901 : Die Kunst im Leben des Kindes (L'art dans la vie des enfants), Berlin, Elle présente des œuvres de design, des meubles et des objets d'art[1].
- 1901 : Internationale Kunstausstellung, Dresde. Elle expose pour la première fois en public des bijoux et des vêtements conçus par en collaboration avec Gertrud Kleinhempel[1]
- 1902 : Première exposition internationale d'art décoratif moderne, Turin,
- 1904 : Exposition universelle, Saint-Louis
- 1905 : Exposition internationale d'art, Munich
- 1905 : Exposition dans le département des arts appliqués modernes, Grands magasins A. Wertheim (de) Leipziger Platz à Berlin
- 1906 : Troisième exposition allemande d'arts décoratifs (de), Dresde
- 1908 : Grande Exposition d'Art, Dresde

- 1981 : Exposition de « photos de mode et dessins de fleurs » à la galerie Kunst der Zeit (de), Dresde[5]

- 2003 : Exposition de l'Académie des Beaux-Arts, Dresde[5]

- 2012 : Exposition permanente :Jugendstil bis Gegenwart, comprenant la selle de réception conçue par Margarete Junge, Musée des arts appliqués Grassi de Leipzig[5]
- 2015 : Exposition à l'occasion du centième anniversaire de la Firme Wendt & Kühn, Museum für Sächsische Volkskunst[5]
- 2018 : Gegen die Unsichtbarkeit - Designerinnen der Deutschen Werkstätten Hellerau 1898 bis 1938 (Contre l'invisibilité - Designeuses de la Deutschen Werkstätten Hellerau 1898 à 1938), Musée des arts décoratifs, Dresde et Musée d'art et d'artisanat, Hambourg en 2019[5]